# Герб Томашполя
Герб Томашполя — офіційний символ селища Томашпіль Вінницької області, затверджений 26 червня 1996 року рішенням сесії Томашпільської селищної ради.
Автори проєкту — А. Гречило та Ю. Савчук.

## Опис
В синьому щиті з золотою главою золотий стовп, обабіч якого срібні геральдичні троянди із золотими серединками і зеленим листям. Щит вписаний в золотий декоративний картуш і увінчаний срібною міською короною.

## Зміст
Літера «Т» вказує на назву поселення. Синє поле означає річку Томашівку, яка протікає через селище. Золоте поле та квіти символізують багатство, щедрість та розквіт.